# Letizia Paternoster
Letizia Paternoster (Cles, 22 juli 1999) is een Italiaanse wielrenster die zowel actief op de baan als op de weg is en die sinds 2023 voor Liv AlUla Jayco rijdt.

## Loopbaan
Bij de junioren stond Paternoster in 2017 op het podium bij zowel het EK als het WK op de weg en op de baan werd ze viermaal wereldkampioene en achtmaal Europees kampioene, waaronder in de individuele achtervolging in een wereldrecordtijd van 2:20,927. Bij de elite werd ze Europees kampioene in 2017 in Berlijn op de ploegenachtervolging, samen met Elisa Balsamo, Silvia Valsecchi en Tatiana Guderzo. Ze won tweemaal brons tijdens de Wereldkampioenschappen baanwielrennen 2018 in Apeldoorn, op de ploegentijdrit en de koppelkoers, met Maria Giulia Confalonieri.
In 2018 reed Paternoster voor het Astana Women's Team en vanaf 2019 voor Trek-Segafredo. Op 10 januari 2019 won ze de eerste etappe van de Women's Tour Down Under en twee maanden later werd ze derde in Gent-Wevelgem, in een sprint achter Kirsten Wild en Lorena Wiebes. Tijdens de Europese Spelen 2019 in Minsk won ze goud in de ploegenachtervolging op de baan; in de wegwedstrijd werd ze achtste en in de tijdrit twaalfde.

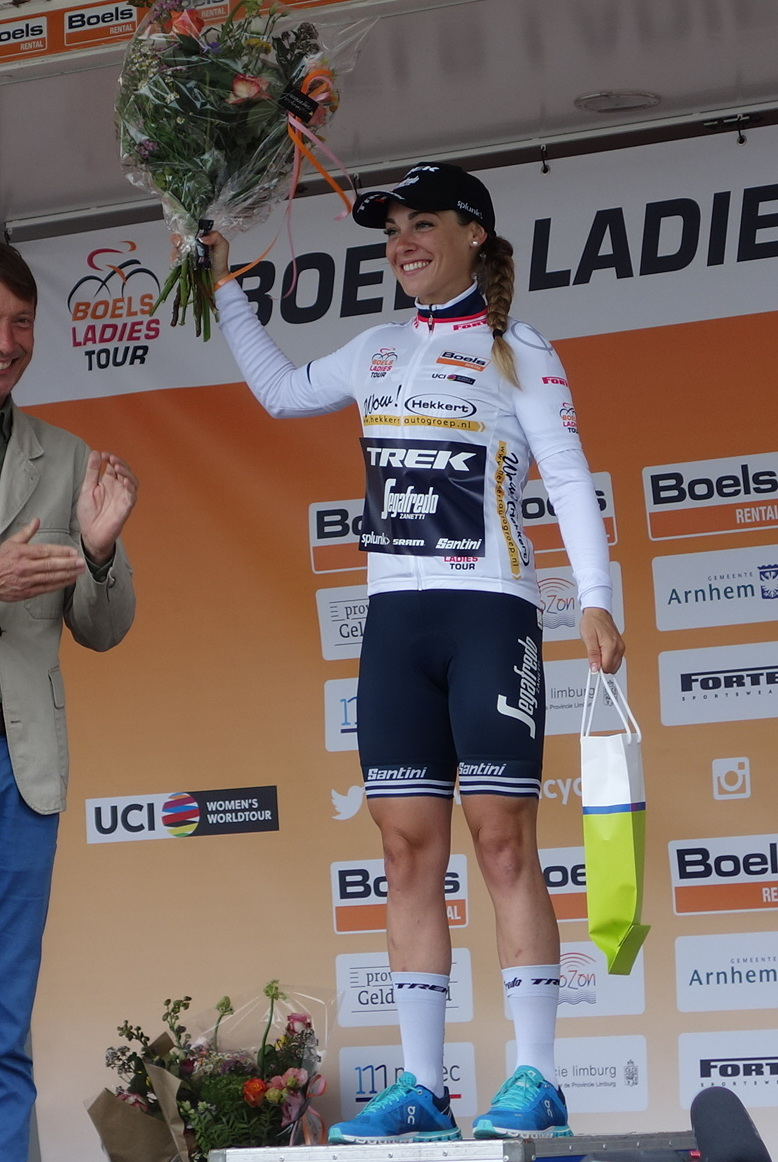
In de jongerentrui tijdens de Boels Ladies Tour 2019

In augustus 2019 werd Paternoster vijfde in de RideLondon Classique en zevende op het EK tijdrijden voor beloften. Op 9 augustus 2019 werd ze Europees kampioen op de weg bij de beloften in Alkmaar. Zij droeg de overwinning op aan haar grootmoeder die in 2019 overleed. In dat jaar sprintte ze naar podiumplaatsen in etappes van de BeNe Ladies Tour, de Boels Ladies Tour en in de slotrit van de Madrid Challenge. In november brak Paternoster haar handwortelbeentje na een aanrijding op haar stadsfiets.

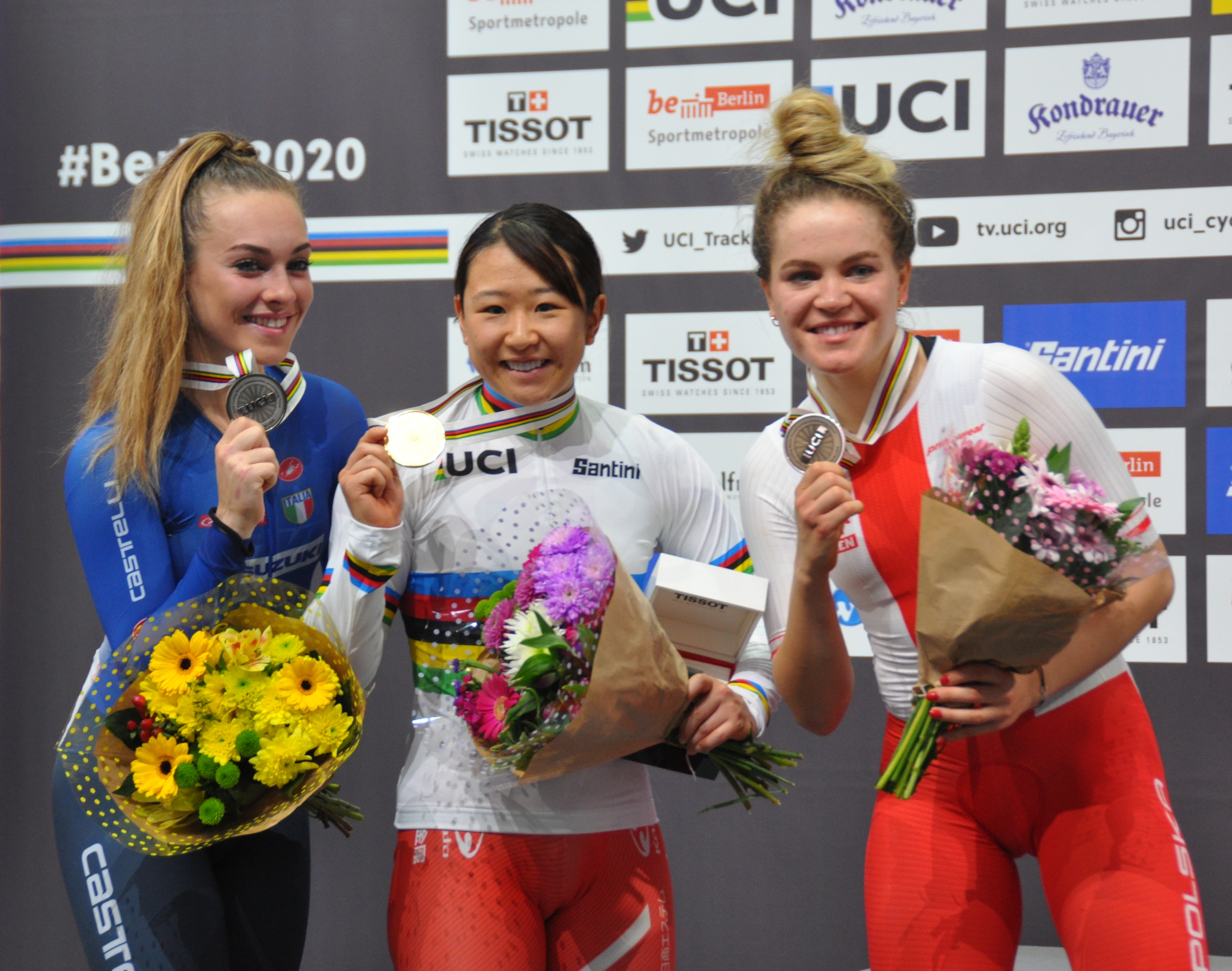
WK-zilver op het omnium in 2020

Tijdens de Wereldkampioenschappen baanwielrennen 2020 in februari won Paternoster zilver in het omnium en brons in de koppelkoers, samen met Elisa Balsamo. Vanaf maart 2020 kwam Paternoster, mede door het annuleren van wedstrijden vanwege de coronapandemie, nauwelijks in actie. In januari 2021 nam ze niet deel aan het trainingskamp van haar ploeg vanwege een coronabesmetting. Nadat ze hiervan hersteld was, richtte ze zich in het seizoen 2021 voornamelijk op het baanwielrennen. In het voorjaar van 2021 reed ze slechts twee wedstrijden op de weg en ook in de rest van het jaar bleven de prestaties op de weg uit; enkel op het Italiaans kampioenschap tijdrijden behaalde ze een plek in de top tien. In augustus 2021 nam ze deel aan de Olympische Zomerspelen 2020 in Tokio, waar ze zesde werd met Italië in de ploegenachtervolging en achtste in de koppelkoers samen met Balsamo. In oktober won ze in Roubaix de eerste wereldtitel in de afvalkoers.
In 2022 behaalde Paternoster de top tien in etappes in de EasyToys Bloeizone Fryslân Tour en de Baloise Ladies Tour. In augustus tijdens de Europese kampioenschappen baanwielrennen 2022 in München won ze zilver met Italië in de ploegenachtervolging. Een dag later brak ze haar sleutelbeen in de afvalkoers, het onderdeel waar ze wereldkampioen in is. Ze kwam niet in actie op het WK 2022 en kon haar wereldtitel niet verdedigen.
Tijdens de Europese kampioenschappen baanwielrennen 2024 in januari won ze na zeven jaar opnieuw de ploegenachtervolging, deze keer met Elisa Balsamo, Martina Fidanza en Vittoria Guazzini. In het voorjaar van 2024 behaalde Paternoster de top tien in de Ronde van Drenthe en de Ronde van Vlaanderen en stond ze op het podium van Dwars door Vlaanderen.

## Palmares
2015
Wegrit Europees Jeugd Olympisch Festival
2016
 Italiaans kampioenschap op de weg (junior)
2017
 Europees kampioenschap tijdrijden (junior)
 Europees kampioenschap op de weg (junior)
 Wereldkampioenschap op de weg (junior)
2018 (elite)
GP della Liberazione PINK
Eindklassement en 2e etappe GP Elsy Jacobs
2019
1e etappe Santos Women's Tour
 Europees kampioene op de weg (beloften)
2024
Tour de Gatineau

### Resultaten in voornaamste wedstrijden
| Jaar | Ronde van Italië | Ronde van Frankrijk | Ronde van Spanje |
| ---- | ---------------- | ------------------- | ---------------- |
| 2017 |                  |                     |                  |
| 2018 |                  |                     |                  |
| 2019 |                  |                     | 8e               |
| 2020 |                  |                     | opgave           |
| 2021 |                  |                     |                  |
| 2022 |                  |                     |                  |
| 2023 | 56e              |                     |                  |
| 2024 |                  |                     |                  |
| 2025 |                  | 84e                 | 80e              |

| Jaar | Milaan-San Remo | Gent-Wevelgem | Ronde van Vlaanderen | Parijs-Roubaix | Amstel Gold Race | RideLondon Classique | GP della Liberazione | GP Bruno Beghelli |  | WK op de weg |
| ---- | --------------- | ------------- | -------------------- | -------------- | ---------------- | -------------------- | -------------------- | ----------------- |  | ------------ |
| 2017 |                 |               |                      |                |                  |                      | 4e                   | Brons             |  |              |
| 2018 |                 | 10e           |                      |                |                  |                      | Goud                 |                   |  |              |
| 2019 |                 | ↑             |                      |                |                  | 5e                   |                      | 8e                |  | 76e          |
| 2020 |                 |               |                      |                |                  |                      |                      |                   |  |              |
| 2021 |                 |               |                      |                |                  |                      |                      |                   |  |              |
| 2022 |                 |               |                      |                |                  |                      |                      |                   |  |              |
| 2023 |                 |               | 81e                  | 65e            |                  |                      |                      |                   |  |              |
| 2024 |                 | 21e           | 9e                   | 21e            |                  |                      |                      |                   |  |              |
| 2025 | opgave          | 13e           | 14e                  |                | 25e              |                      |                      |                   |  |              |

### Op de baan
| Jaar    | IK                            | EK                                                                       | WK                                                   | Overige                                                                   |
| Junior  | Junior                        | Junior                                                                   | Junior                                               | Junior                                                                    |
| ------- | ----------------------------- | ------------------------------------------------------------------------ | ---------------------------------------------------- | ------------------------------------------------------------------------- |
| 2016    | scratch                       | ploegenachtervolging · puntenkoers · scratch                             | ploegenachtervolging · puntenkoers                   |                                                                           |
| 2017    |                               | ploegenachtervolging · achtervolging · koppelkoers · omnium · afvalkoers | ploegenachtervolging · omnium · achtervolging        |                                                                           |
| Belofte |                               |                                                                          |                                                      |                                                                           |
| 2018    |                               | afvalkoers · omnium · ploegenachtervolging · koppelkoers                 |                                                      |                                                                           |
| 2019    |                               | afvalkoers · koppelkoers · ploegenachtervolging · 5e puntenkoers         |                                                      |                                                                           |
| Elite   |                               |                                                                          |                                                      |                                                                           |
| 2017    |                               | ploegenachtervolging · 5e koppelkoers · 7e puntenkoers                   |                                                      |                                                                           |
| 2018    |                               | ploegenachtervolging · omnium · 5e koppelkoers                           | ploegenachtervolging · koppelkoers · 11e puntenkoers |                                                                           |
| 2019    |                               | ploegenachtervolging · 4e koppelkoers · 5e omnium                        | omnium · 5e koppelkoers · 5e ploegenachtervolging    | Europese Spelen: · ploegenachtervolging · 4e koppelkoers · 6e puntenkoers |
| 2020    |                               |                                                                          | omnium · koppelkoers · 7e ploegenachtervolging       |                                                                           |
| 2021    | koppelkoers                   | afvalkoers · ploegenachtervolging · 5e achtervolging                     | afvalkoers · ploegenachtervolging · 4e koppelkoers   | Olympische Spelen: 6e ploegenachtervolging 8e koppelkoers                 |
| 2022    |                               | ploegenachtervolging · 12e afvalkoers                                    | 8e achtervolging                                     |                                                                           |
| 2023    | achtervolging · 6e afvalkoers | ploegenachtervolging · 4e ploegenachtervolging · 11e omnium              |                                                      |                                                                           |
| 2024    |                               | ploegenachtervolging · 6e omnium                                         | ploegenachtervolging · 4e afvalkoers · 13e omnium    | Olympische Spelen: 4e ploegenachtervolging 11e omnium                     |

## Ploegen
- 2018 –  Astana Women's Team
- 2019 –  Trek-Segafredo
- 2020 –  Trek-Segafredo
- 2021 –  Trek-Segafredo
- 2022 –  Trek-Segafredo
- 2023 –  Team Jayco AlUla
- 2024 –  Liv AlUla Jayco
- 2025 –  Liv AlUla Jayco

Batty · Cordon-Ragot · Deignan · Hanson · Lepistö · Longo Borghini · Neff · Noble · Paternoster · Plichta · Richards · Swartz · van Dijk · Van Twisk · Wiles · Winder · Worrack
Bäckstedt · Batty · Brand · Cordon-Ragot · Deignan · Hanson · Henttala · Longo Borghini · Paternoster · Plichta · Richards · Swartz · van Dijk · Van Twisk · Wiles · Winder · Worrack
Bäckstedt · Brand · Cordon-Ragot · Deignan · Dideriksen · Hanson · Hosking · Longo Borghini · Paternoster · van Anrooij · van Dijk · Van Twisk · Wiles · Winder · Worrack
Bäckstedt · Balsamo · Brand · Cordon-Ragot · Deignan · Dideriksen · Hanson · Hosking · Longo Borghini · Paternoster · Thomas · van Anrooij · van Dijk · Wiles
Allen · Baker · Campbell · Faulkner · Gåskjenn · Howe · Kessler · Manly · Pate · Paternoster · Polites · Roseman-Gannon · Santesteban · Tan · Žigart
Andersson · Baker · Campbell · García · Gåskjenn · Howe · Korevaar · Manly · Pate · Paternoster · Roseman-Gannon · Smulders · Ton · Trevisi · Wyllie · Žigart
Andersson · Baker · García · van der Hulst · Korevaar · Pate · Paternoster · Roseman-Gannon · Smulders · Talbot · Ton · Trevisi · Trinca Colonel · Wyllie